# دراج حجلي
دُرّاج حَجَلي (الاسم العلمي: Pternistis)، جنس طيور من فصيلة التدرجية. أنواعه 23. قوتها النمل الأبيض والنمل والجراد والزهور والفواكه.